# هندی‌سوسمار
ایندوسوکوس (نام علمی: Indosuchus) نام یک سرده از کلاد ددپایان است.